# Zamira Záitseva
Zamira Zaytseva (Unión Soviética, 16 de febrero de 1953) fue una atleta soviética, especializada en la prueba de 1500 m en la que llegó a ser subcampeona mundial en 1983.

## Carrera deportiva
En el Mundial de Helsinki 1983 ganó la medalla de plata en los 1500 metros, con un tiempo de 4:01.19 segundos, llegando a la meta tras la estadounidense Mary Decker y por delante de su compatriota la también soviética Yekaterina Podkopayeva.